# Drobnoustek Beckforda
Drobnoustek Beckforda, drobnoustek ozdobny (Nannostomus beckfordi) – gatunek słodkowodnej ryby kąsaczokształtnej z rodziny smukleniowatych (Lebiasinidae), typ nomenklatoryczny rodzaju Nannostomus. Jest to ryba hodowana w akwariach.

## Występowanie
Drobnoustek Beckforda żyje w Amazonce i Rio Negro.

## Opis
W akwarium osiąga do 5 cm długości, w warunkach naturalnych maksymalnie do 6,5 cm.

## Odżywianie
Drobnoustek Beckforda żywi się każdym rodzajem pokarmu.

## Hodowla w akwarium
Drobnoustek Beckforda nie wymaga gęstej obsady roślinnej. Preferuje miękką i kwaśną wodę oraz niezbyt jaskrawe oświetlenie. Temperatura wody powinna wynosić 22–26 °C. Jest rybą płochliwą. Nie powinna przebywać z agresywnymi gatunkami.